# Port-Navalo
Port-Navalo (Porzh Noalou in lingua bretone) è un porto turistico  (ma in origine era un porto peschereccio) situato nel territorio del comune di Arzon, nel dipartimento del Morbihan in Bretagna.

## Localizzazione
Il porto si trova all'estremità della penisola di Rhuys, all'entrata del golfo del Morbihan; esso offre un panorama sul Quiberon e  Locmariaquer, piuttosto che verso l'interno del golfo.

## Navigazione
Port-Navalo è un eccellente rifugio in caso di maltempo con vento da sud-sud- ovest.

Il porto è collegato via mare con le isole di Belle-Île, Houat e Hœdic.

## Luoghi e monumenti d'interesse
Dal 1840 un faro (detto anche Faro di Arzon) indica l'entrata del golfo del Morbihan. Il faro attuale data dal 1891 e fu realizzato dagli ingegneri  Frécot et Vauthier.
Oggi il porto è gestito dal comune di Arzon.

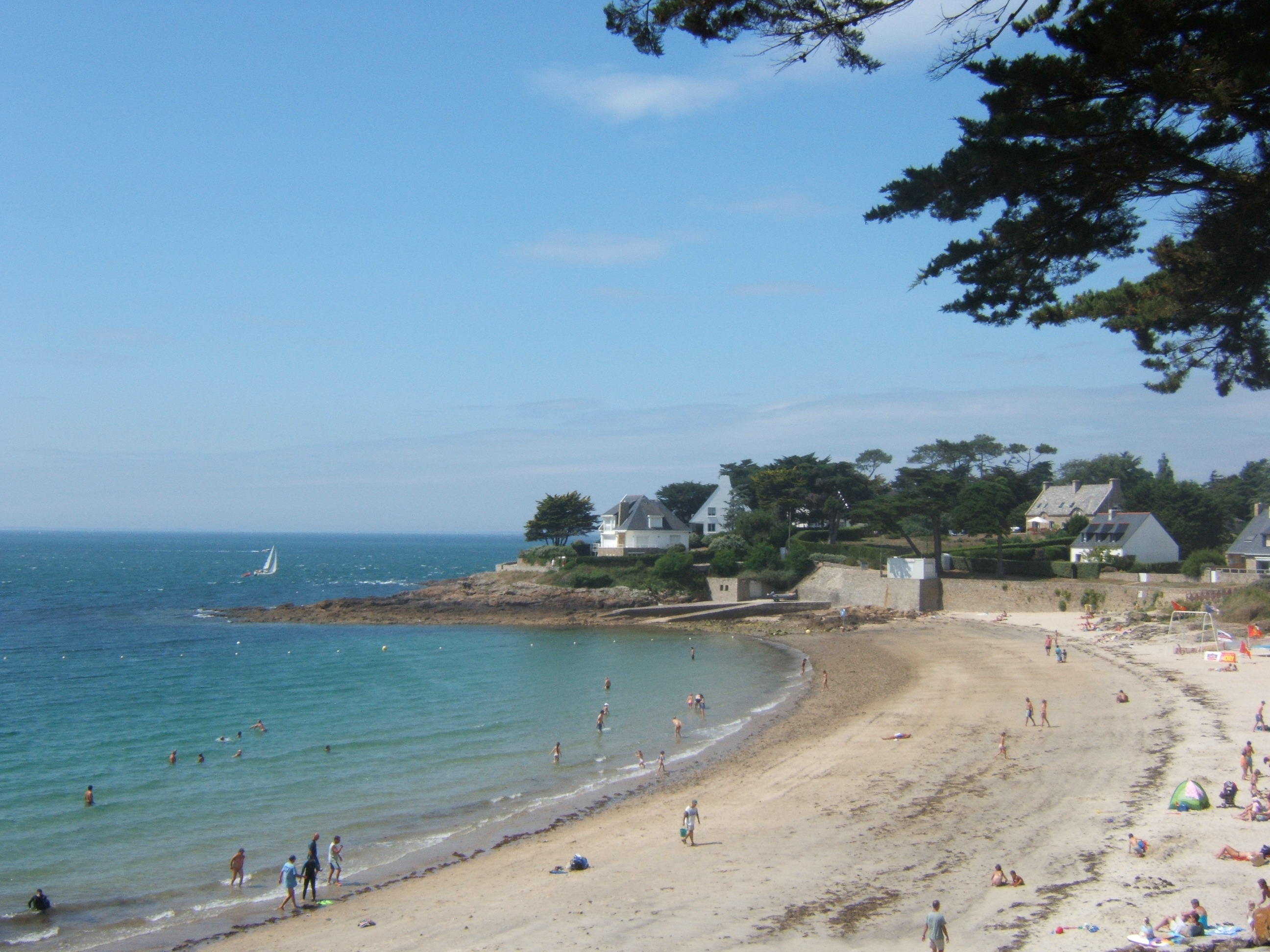
La spiaggia a sud di Port-Navalo sulla penisola di Rhuys.
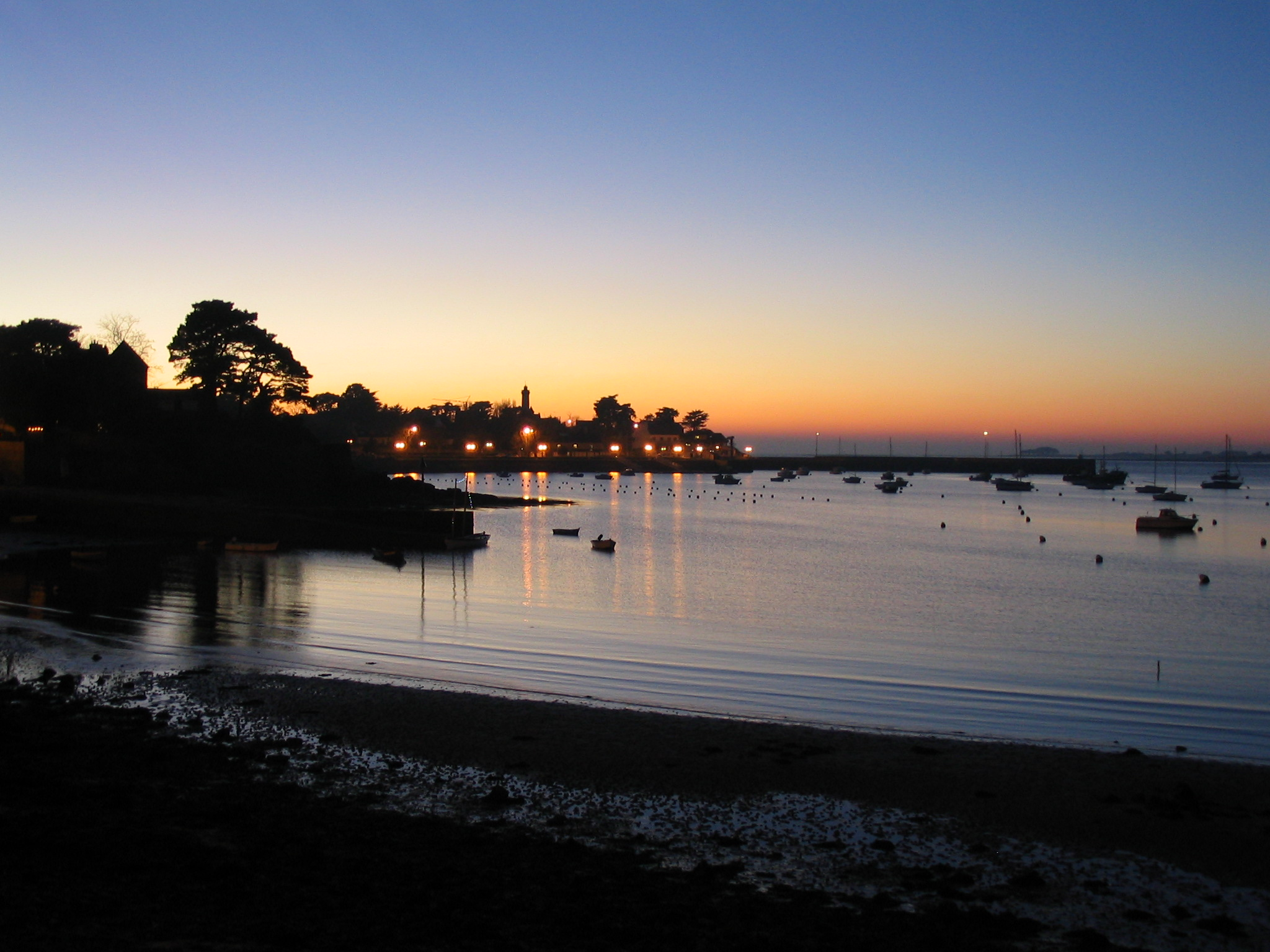
Port-Navalo al tramonto.
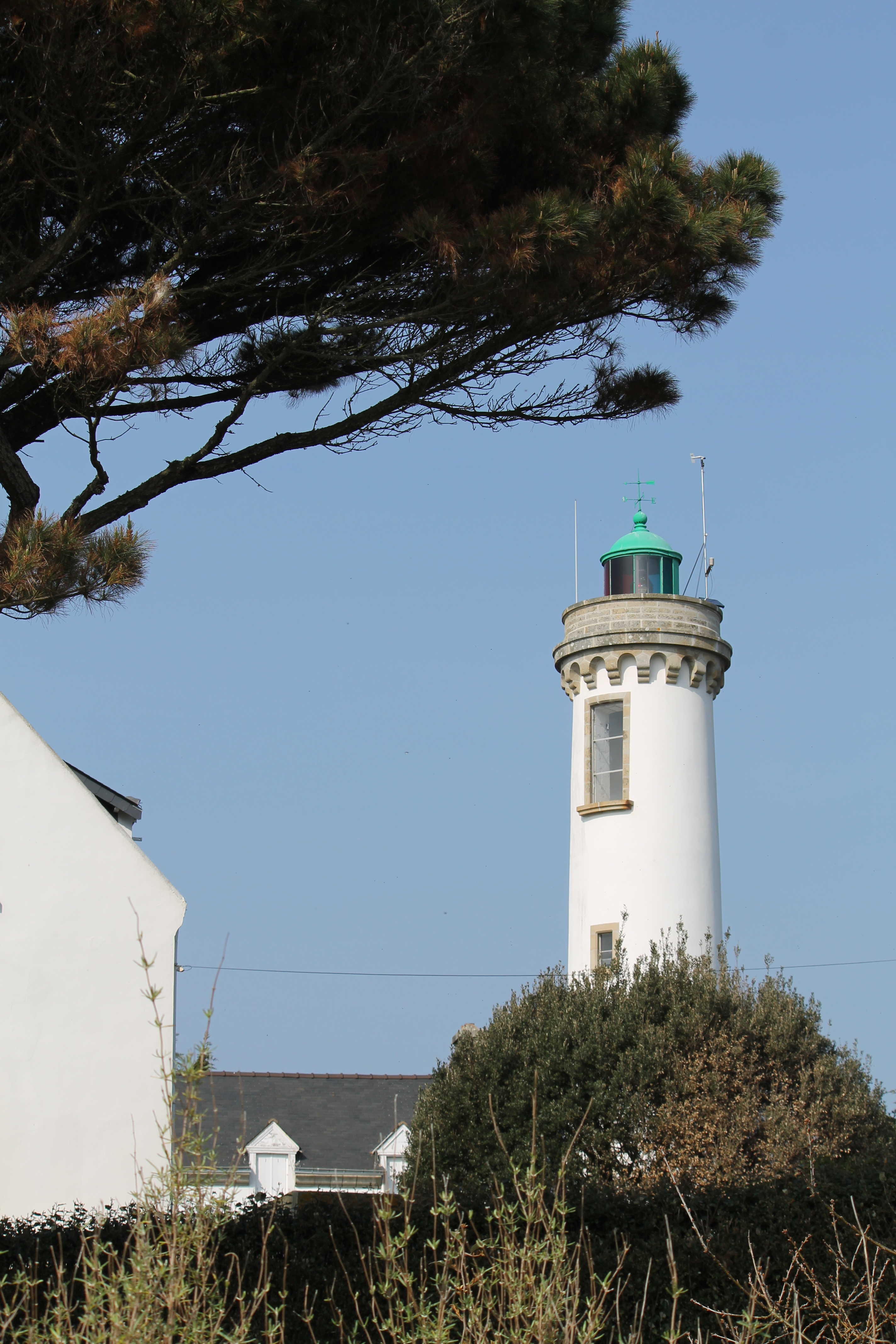
Il faro di Port-Navalo